# Il vetturale del Moncenisio (film 1916)
Il vetturale del Moncenisio è un film del 1916 diretto da Leopoldo Carlucci.